# Yallo-Gouroungou
Yallo-Gouroungou, également orthographié Yalou-Gouroungou, est une commune rurale située dans le département de Kayao de la province du Bazèga dans la région du Centre-Sud au Burkina Faso.

## Santé et éducation
Yallo-Gouroungou accueille un centre de santé et de promotion sociale (CSPS).